# Goryōkaku
Goryōkaku (五稜郭 Ngũ Lăng Quách) là một tòa thành năm góc ở thành phố Hakodate của Nhật Bản trên đảo Hokkaido. Nó là pháo đài chính của Cộng hòa Ezo tồn tại trong thời gian ngắn.

## Lịch sử
Goryōkaku được kỹ sư Takeda Ayasaburō, một nhà nghiên cứu về Hà Lan và Châu Âu thiết kế và xây dựng vào năm 1855. Ông đã nghiên cứu các thành trì kiên cố của châu Âu trong đầu thời kỳ hiện đại để thiết kế một pháo đài có thể chống lại các trận chiến sử dụng súng và đại bác. Phải mất gần bảy năm để xây dựng tòa thành này.Nó có hình dạng giống như một ngôi sao năm cánh. Điều này cho phép số lượng ụ pháo trên tường thành của nó nhiều hơn so với một pháo đài truyền thống của Nhật Bản, và giảm số lượng điểm mù mà pháo không thể bắn.
Pháo đài được Mạc phủ Tokugawacho xây dựng, ông ra lệnh cho Takeda Ayasaburō thiết kế pháo đài nhằm mục đích bảo vệ Eo biển Tsugaru trước các cuộc xâm lược có thể xảy ra. Goryōkaku nổi tiếng là nơi diễn ra trận giao tranh cuối cùng của Chiến tranh Boshin. Cuộc chiến kéo dài trong một tuần (20–27 tháng 6 năm 1869).

## Công viên
Ngày nay, Goryōkaku là một công viên được công nhận là Di tích Lịch sử Đặc biệt, là một phần của bảo tàng thành phố Hakodate và là địa điểm ngắm hoa anh đào yêu thích của người dân vào mùa xuân.